# Passeport irakien
Le passeport irakien est délivré aux citoyens de l'Irak pour les voyages internationaux.
Depuis 2010, il s'agit d'un passeport biométrique.